# Shin'ya Shokudō
Shin'ya Shokudō (深夜食堂?), también conocida en español como La cantina de medianoche, es una serie de manga japonesa escrita e ilustrada por Yarō Abe. Trata sobre un restaurante nocturno, abierto desde la media noche hasta el amanecer, y sobre sus excéntricos clientes. El manga ha sido serializado  en in Big Comic Original de Shogakukan desde 2006, con sus capítulos recopilados en 29 volúmenes tankōbon hasta noviembre de 2024.
Fue adaptado a un drama de televisión japonés, dirigido por Joji Matsuoka y protagonizado por Kaoru Kobayashi como el Maestro, y se emitió durante tres temporadas de 2009 a 2014. Una película de acción real se estrenó en 2015. Netflix Japón produjo una cuarta temporada y una segunda película de acción en vivo en 2016, y una quinta temporada en 2019. La serie también se adaptó a una serie de televisión coreana, titulada Late Night Restaurant, en 2015, y a una serie de televisión china en 2017.

## Contenido de la obra

### Manga
Shin'ya Shokudō está escrito e ilustrado por Yarō Abe. El manga ha sido serializado en Big Comic Original de Shogakukan desde octubre de 2006. Shogakukan ha compilado sus capítulos en volúmenes tankōbon. El primer volumen fue publicado el 26 de diciembre de 2007. Al 28 de noviembre de 2024 se han publicado 29 volúmenes.

#### Lista de volúmenes
| Volúmenes de manga publicados | Volúmenes de manga publicados | Volúmenes de manga publicados |
| Número                        | Fecha de lanzamiento          | ISBN                          |
| ----------------------------- | ----------------------------- | ----------------------------- |
| 1                             | 26 de diciembre de 2007       | ISBN 978-4-09-181707-5        |
| 2                             | 30 de julio de 2008           | ISBN 978-4-09-182160-7        |
| 3                             | 30 de enero de 2009           | ISBN 978-4-09-182447-9        |
| 4                             | 28 de agosto de 2009          | ISBN 978-4-09-182686-2        |
| 5                             | 30 de noviembre de 2009       | ISBN 978-4-09-182800-2        |
| 6                             | 30 de septiembre de 2010      | ISBN 978-4-09-183470-6        |
| 7                             | 26 de febrero de 2011         | ISBN 978-4-09-183750-9        |
| 8                             | 28 de octubre de 2011         | ISBN 978-4-09-184211-4        |
| 9                             | 27 de abril de 2012           | ISBN 978-4-09-184429-3        |
| 10                            | 30 de noviembre de 2012       | ISBN 978-4-09-184825-3        |
| 11                            | 30 de julio de 2013           | ISBN 978-4-09-185468-1        |
| 12                            | 28 de febrero de 2014         | ISBN 978-4-09-186085-9        |
| 13                            | 30 de septiembre de 2014      | ISBN 978-4-09-186506-9        |
| 14                            | 30 de abril de 2015           | ISBN 978-4-09-187082-7        |
| 15                            | 30 de septiembre de 2015      | ISBN 978-4-09-187296-8        |
| 16                            | 30 de mayo de 2016            | ISBN 978-4-09-187697-3        |
| 17                            | 30 de septiembre de 2016      | ISBN 978-4-09-187847-2        |
| 18                            | 30 de mayo de 2017            | ISBN 978-4-09-189577-6        |
| 19                            | 30 de noviembre de 2017       | ISBN 978-4-09-189747-3        |
| 20                            | 29 de junio de 2018           | ISBN 978-4-09-860018-2        |
| 21                            | 28 de febrero de 2019         | ISBN 978-4-09-860237-7        |
| 22                            | 30 de septiembre de 2019      | ISBN 978-4-09-860434-0        |
| 23                            | 26 de febrero de 2021         | ISBN 978-4-09-860666-5        |
| 24                            | 28 de diciembre de 2021       | ISBN 978-4-09-861219-2        |
| 25                            | 30 de agosto de 2022          | ISBN 978-4-09-861430-1        |
| 26                            | 28 de febrero de 2023         | ISBN 978-4-09-861634-3        |
| 27                            | 30 de octubre de 2023         | ISBN 978-4-09-862635-9        |
| 28                            | 30 de abril de 2024           | ISBN 978-4-09-862814-8        |
| 29                            | 28 de noviembre de 2024       | ISBN 978-4-09-863140-7        |

### Dramas

#### Drama de televisión japonés
Un drama de televisión japonés fue anunciado en agosto de 2009, protagonizado por Kaoru Kobayashi como el Maestro. La primera temporada de la serie duró 10 episodios de octubre a diciembre de 2009 en MBS, TBS y otras cadena. Una segunda temporada duró 10 episodios de octubre a diciembre de 2011. Una tercera temporada duró 10 episodios de octubre a diciembre de 2014. Una película de acción real también se estrenó el 31 de enero de 2015. En mayo de 2016, Netflix anunció que una cuarta temporada de 10 episodios se estrenaría en todo el mundo el 21 de octubre del mismo año. También anunciaron una segunda película de acción en vivo que se estrenó el 5 de noviembre del mismo año. Una quinta temporada de 10 episodios se estrenó en Netflix el 31 de octubre de 2019.

#### Drama de televisión coreano
Un drama de televisión coreano, titulado Late Night Restaurant, se emitió en 2015.

#### Drama televisivo chino
En 2017 se emitió un drama de televisión chino.

#### Película china
Una adaptación cinematográfica china, no relacionada con la serie de televisión china, fue dirigida por Tony Leung Ka-fai y lanzada en 2019.